# Рааб, Александр
Александр Рааб (нем. Alexander Raab; 14 марта 1882, Дьёр, Австро-Венгрия — 2 октября 1958, Аламида, США) — австро-американский пианист, музыкальный педагог.
Учился в Вене у Теодора Лешетицкого, Роберта Фукса и Ханса Шмита. Выступал как аккомпаниатор с Яном Кубеликом. С 1915 года жил и работал в США — в частности, в Чикаго и в Беркли. Много преподавал, в числе его учеников, в частности, пианистка Мюриэл Керр и композитор Эрнст Бэкон. Известен рядом записей рубежа 1910—20-х годов, осуществлённых на фонографических цилиндрах, — в том числе Сонаты № 2 Фридерика Шопена, пьес Вольфганга Амадея Моцарта, Ференца Листа, Иоганнеса Брамса, Эдуарда Шютта, Герхарда Фроммеля.